# مریجنی
مریجنی (به فرانسوی: Mérigny) یک کمون در فرانسه است که در اندر واقع شده‌است. مریجنی ۳۱٫۷۷ کیلومتر مربع مساحت و ۵۶۲ نفر جمعیت دارد و ۷۶ متر بالاتر از سطح دریا واقع شده‌است.